# Sulzdorf (Stadtlauringen)
Sulzdorf ein Gemeindeteil des Marktes Stadtlauringen im unterfränkischen Landkreis Schweinfurt in Bayern. Das Kirchdorf liegt im Naturpark Haßberge. Einen Kilometer entfernt liegt Stadtlauringen und ca. 21 Kilometer entfernt Schweinfurt.
Sulzdorf hat das 62.000 m² große Gewerbegebiet Lehmgrube.
Mit seiner katholischen St.-Jakobus-Kirche aus dem 15. Jahrhundert gehört das Dorf zur Pfarrgemeinde Altenmünster im Bistum Würzburg. Der Ort hat 215 Einwohner. Am südlichen Ortsrand verläuft der Bach Sulzbach.
Am 1. Januar 1972 wurde die Gemeinde Sulzdorf bei Stadtlauringen in den Markt Stadtlauringen eingegliedert.

## Vereine
Im Ort gibt es einen Ortsverband des Bayerischen Bauernverbandes und die Freiwillige Feuerwehr.